# Dušan Třeštík

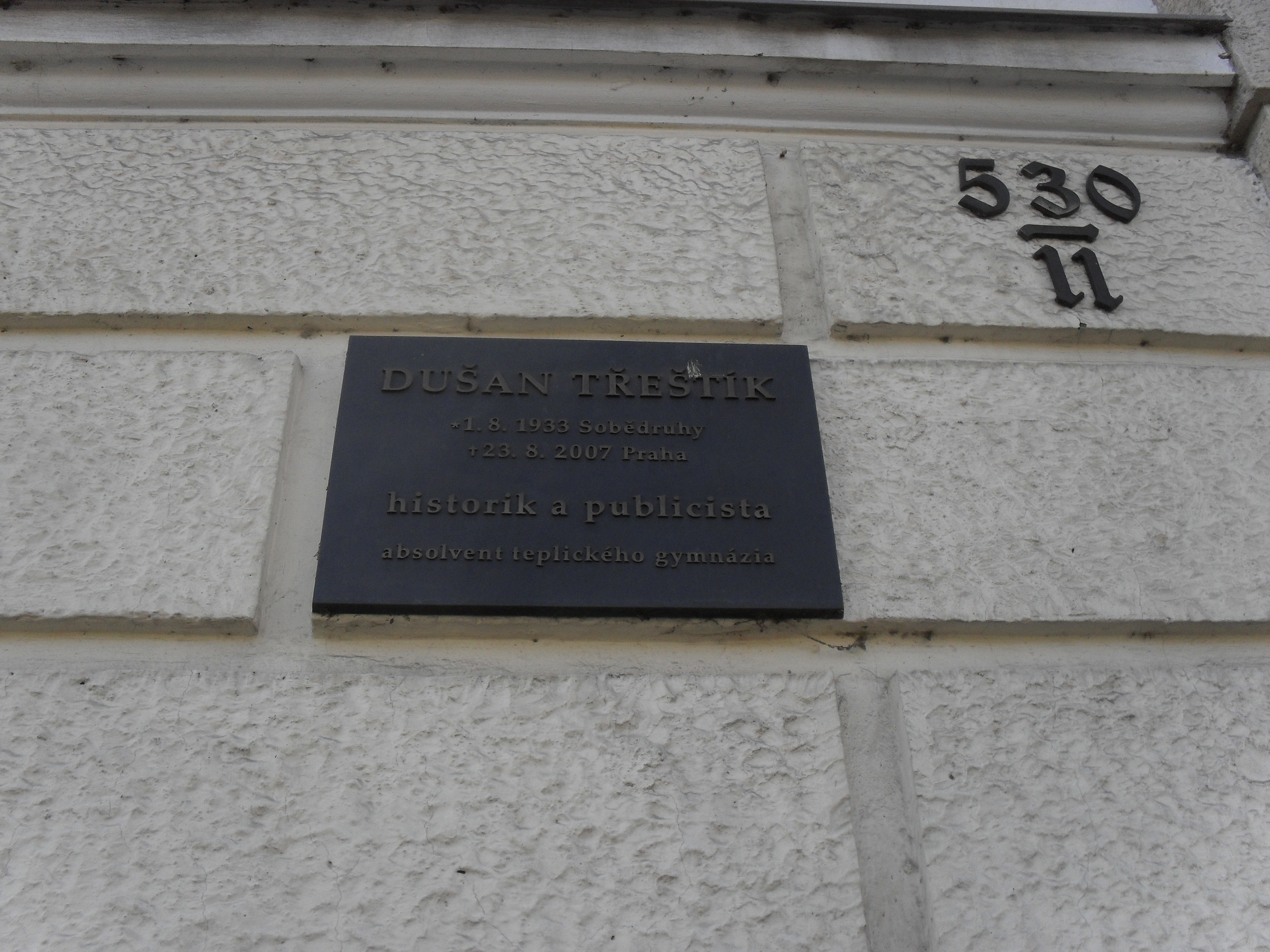
Pamětní plaketa na budově teplického gymnázia, kde Třeštík studoval.

Dušan Třeštík (1. srpna 1933 Sobědruhy u Teplic – 23. srpna 2007 Praha) byl český historik a publicista.

## Kariéra
Roku 1951 odmaturoval na Gymnáziu Teplice. V letech 1951–1956 studoval historii a archivnictví na Filozofické fakultě Univerzity Karlovy. Od roku 1958 působil v Historickém ústavu Akademie věd České republiky. Ač jej prapůvodně zajímaly moderní dějiny, pod tlakem tehdejší společenské atmosféry hledal svobodnější atmosféru na poli středověkých dějin. Svoji diplomovou práci napsal na téma českých formulářů 13. století.
Nakonec se specializoval na dějiny raného středověku ve střední a východní Evropě a na filosofii dějin. V tomto směřování jej hluboce ovlivnil jeho učitel František Graus, pod jehož vedením vypracoval svou první zásadní práci, dodnes podnětnou analýzu Kosmovy kroniky.
Naposledy působil v Centru medievistických studií při Akademii věd České republiky a v Historickém ústavu Akademie věd České republiky. V rámci této instituce kromě výchovy mladých medievistů připravil kupř. koncepci velkolepé mezinárodní výstavy „Střed Evropy kolem roku 1000“.

## Politické názory
Po listopadu 1989 rovněž publikoval množství politických textů (sebrané ve sbírce Češi. Jejich národ, stát, dějiny a pravdy v transformaci, 1999), zejména v Lidových novinách (v letech 1993–1996 byl členem redakčního kruhu) a Mladé frontě DNES. Kritizoval sudetské Němce,[zdroj⁠?!] připojil ovšem svůj podpis k dokumentu Impuls 99 propagujícímu evropskou integraci. Po 11. září 2001 byl skeptický k neokonzervativní politice a invazi do Iráku.
Jeho manželkou byla od roku 1959 též významná historička Barbara Krzemieńska, která se do dějin oboru zapsala především biografií knížete Břetislava I.

## Dílo
- Kosmas. Studie s výběrem z Kosmovy kroniky. Praha : Svobodné slovo, 1966. 210 s.; 2. vyd. Praha : Melantrich, 1972. 210 s.
- Kosmova kronika. Studie k počátkům českého dějepisectví a politického myšlení. Praha : Academia, 1968. 251 s.
- Počátky Přemyslovců. Praha : Academia, 1981. 111 s.
- Románské umění v Čechách a na Moravě. Praha : Odeon, 1983. 362 s.
- Ideové proudy v českém umění 12. století. Praha : Academia, 1985. 119 s. (spoluautor Anežka Merhautová).
- Počátky Přemyslovců. Vstup Čechů do dějin (530–935). Praha : NLN, 1997. 658 s. ISBN 80-7106-138-7.
- Mysliti dějiny. Praha : Paseka, 1999. 222 s. ISBN 80-7185-229-5.
- Češi. Jejich národ, stát, dějiny a pravdy v transformaci. Brno : Doplněk, 1999. 253 s. ISBN 80-7239-013-9.
- Moravští Přemyslovci ve znojemské rotundě. Praha : Set out, 2000. 135 s. ISBN 80-86277-09-7. (spoluautoři Barbara Krzemieńska, Anežka Merhautová).
- Vznik Velké Moravy. Moravané, Čechové a střední Evropa v letech 791-871. Praha : NLN, 2001. 384 s. ISBN 80-7106-482-3.
- Králové a knížata zemí Koruny české. Praha : Rybka, 2001. 413 s. ISBN 80-86182-55-X. (spoluautoři Jaroslav Čechura, Vladimír Pechar).
- Mýty kmene Čechů (7.-10. století). Tři studie ke starým pověstem českým. Praha : NLN, 2003. 291 s. ISBN 80-7106-646-X.
- Češi a dějiny v postmoderním očistci. Praha : NLN, 2005. 341 s. ISBN 80-7106-786-5.
- Zápisník a jiné texty k dějinám. Praha : NLN, 2008. 260 s. ISBN 978-80-7106-434-3.
- Přemyslovci. Budování českého státu, Praha, NLN, 2009. 880 s. ISBN 978-80-7106-352-0 (spoluautoři Petr Sommer, Josef Žemlička a kolektiv autorů)

## Ocenění
Dušan Třeštík byl od roku 2005 členem Učené společnosti ČR. Za zásluhy o popularizaci vědy obdržel v roce 2007 čestnou medaili Vojtěcha Náprstka Akademie věd České republiky.